# Fafe (freguesia)
Fafe es una freguesia portuguesa del concelho de Fafe, con 7,50 km² de superficie y 15.323 habitantes (2001). Su densidad de población es de 2 043,1 hab/km².